# 田中麗奈 (早安少女組)
田中丽奈（日语：田中 れいな，1989年11月11日—），日本歌手、舞台劇演員，出生於日本福岡縣福岡市東區，偶像團體早安少女組。第六期成員，隸屬於藝能事務所Up-Front Agency。身高152.3公分。2007年起與高橋愛共同擔任主唱，擁有相當不錯的歌唱實力。
「田中麗奈」是本名（日語發音為），與另一同名且同樣出身於福岡縣的女演員田中麗奈（日語發音）在日語發音上雖然略有不同，但為了在書面表記上作區分，故出道後將正式名稱改為平假名使用至今。
早安少女组主唱之一，加入后第三年开始正式跻身主音行列，而自此后都以"ACE"角色作为担当。
於2013年5月21日自早安少女組。畢業，總共在籍10年4個多月。她畢業後組了樂團LoVendoЯ並擔任隊長及主唱，但該團已於2019年終止活動，而目前她的工作重心已移往舞台劇。

## 個人資料
教育
- 小学 － 福冈市立若宮小学
- 中学 － 福冈市立多多良中学

### 特徵
2001年，還是小學生的田中參加「早安少女組｡ LOVE AUDITION 21（モーニング娘。LOVEオーディション21）」甄選會並成功進入最終合宿階段，但在東京站集合的時候才被發現不符合參選者至少應為中學生的要求而被取消資格。其後在翌年再次參加「早安少女組｡ LOVE AUDITION 2002（モーニング娘。LOVEオーディション2002）」甄選會並成功合格，入選為第六期成員。後來在廣播節目「FIVE STARS」亦有提及此事。
出道當時以平成年間出生、早安家族內首位九州地方出身的成員等身分成為話題，在廣播節目「FIVE STARS」和演唱會主持中常使用博多腔調。剛加入時是150.8cm，2005年時則為151.7cm，2007年為152.0cm。由於矢口真里等身形矮小的成員相繼畢業和脱退，她在2008年成了當時最矮小的在籍成員。2004年夏天她瘦了很多，她說原因是「經常吃刨冰」。
在加入之後第一張單曲「泡泡（シャボン玉）」隨即成為主力成員，其後加入早安家族內的團體「啊！（あぁ！）」，以「後藤真希第二」為當時的宣傳點。在以往的歌曲中原本由後藤真希所負責唱的段落在其畢業後大都由她繼承，她本人也把其形容為「尊敬的人」、「憧憬的人」。最初擔任為中心的第一首歌曲是「Ambitious！有點野心也不錯（Ambitious! 野心的でいいじゃん）」。
自認運動神經不太好，在「Hello! Project SPORTS FESTIVAL」也沒有留下很好的成績。但於2006年4月9日放映的「Hello! Morning」節目中單元進行的運動神經測驗中留下了滿分的紀錄。另外，她在演唱會時也不會流很多汗。
在甄選會合宿和剛出道時常佩戴戒指或金色手鍊，有時也會穿戴著印有「鬼」和「骷髏頭」圖案等帶有不良少女形象的服飾，這也是她常被說很像不良少女的主因。喜歡紫色，也把私人服裝全部都統一為紫色，但也喜歡粉紅色和愛心圖案。
為人心直口快，心裡想什麼就說什麼，前輩矢口真里也稱讚她這種性格。例子：出演新隊員決定特備節目（2003年1月19日）時、首次被工作人員協助化妝時、當時還是中學一年生的她竟提出「因為有點斜視請不要把太多頭髮梳起」這樣的要求。這個片段於次週(26日)的Hello! Morning「特番的背後」裡放送，石川梨華也覺得她是表現很率直的孩子。
努力勤奮，常在家中練習歌曲的舞步動作。
在早安少女組｡乙女組首次演唱會中，演出小貓的角色，在歌迷間也有這樣的暱稱。2007年1月舉行的演唱會上帶著貓耳朵的髮箍演出，之後在「ハロモニ＠」節目中擔任小貓的形象角色，現實生活中家裡也有養貓。
在演唱會上常以「呀皮～！（ヤッピー！）」來打招呼。在雜誌中的單元中，一整頁全部為親手繪畫和製作（親筆原稿的照片製版）。
2007年10月開始擔任廣播節目「FIVE STARS」星期三的主持人。初期花了2個小時以上收錄廣播節目「FIVE STARS」(30分鐘)，第1次的講話時間約為6分鐘以上。她在節目中常使用博多方言。
喜歡的偶像是EXILE，FLAME。

## 個人簡歷
- 進入「モーニング娘。LOVEオーディション21」的最終合宿審察，但被發現當時年齡未達資格而退出。

### 2003年
- 1月1日 - 早安少女組。中與龜井繪里、道重沙由美一同合格。
- 3月、5月 - 合格的三名六期成員舉行了歌迷會限定握手會。
- 5月4日 - 集訓後於埼玉 Super Arena 演唱會中正式亮相。
- 7月30日 - 以早安少女組｡的單曲出道。
- 10月 - 與Hello! Project Kids的夏燒雅(Berryz工房)、鈴木愛理(℃-ute)共3人組成了組合!。

### 2004年
- 8月 - 電視節目｢｣第二季，第一次單獨與憧憬的前輩後藤真希在節目上演出。
- 11月11日 - 發行第一本個人寫真集「田中れいな」，當天亦是15歲生日。
- 12月 - H.P.All Star的CD的副曲中、與村上愛、鈴木愛理合唱了。

### 2005年
- 6月 - 與早安少女組中的藤本美貴、高橋愛一同被選拔並結成洗牌團體。
- 10月14日 - 發行第二本個人寫真集「れいな」。
- 11月27日 - 開始在節目中與久住小春一起擔任正規小節。

### 2006年
- 1月 – 參加早安家族的女子足壘球隊「Metro Rabbits H.P.2006年（メトロラビッツH.P.）」。
- 5月9日 - 發行第三本個人寫真集「少女R」。
- 12月 – 在早安少女組｡的迷你專輯中第一次獨唱歌曲「閃亮冬日的Shiny G（キラキラ冬のシャイニーG）」。

### 2007年
- 1月 – 在網路播出的迷你戲劇「鞠躬30度（おじぎ30度）」中演出「黑田麗奈（黒田れいな）」角色。
- 2月1日 - 發行第四本個人寫真集「アロハロ！田中れいな写真集」。
- 9月27日 - 發行第五本個人寫真集『GIRL』。
- 10月 – 開始主持Inter FM的廣播節目「FIVE STARS」。

### 2008年
- 2月 – 在舞台劇「鞠躬30度 ON・STAGE（おじぎ30度オン・ステージ）」中演出「黑田麗奈（黒田れいな）」角色。
- 2月27日 -發行第六本個人寫真集『Re:(リターン)』。
- 4月 – 在「奇幻魔法Melody IV （おねがい♪マイメロディ きららっ★）」中擔任星月綺羅羅角色的聲優。
- 6月 – 選為早安少女組。和寶塚歌劇團合作音樂劇「仙履奇緣音樂劇（シンデレラ the ミュージカル）」的應援團體「High-King」的成員之一[2]，同時亦演出該舞台劇。
- 10月24日 - 發行第七本個人寫真集『Very Reina』。

### 2009年
- 6月7日 ~ 14日 – 在舞台劇「用鞠躬來瘦身（おじぎでシェイプアップ）」舞台劇中演出「黑田麗奈（黒田れいな）」角色。
- 7月29日 - 在廣播節目「FIVE STARS」提到淳君親自決定她擔任「High-King」的隊長一職。

### 2010年
- 1月8日 - KBC電視台（九州朝日放送）在日本時間1時50分起開始播出動畫「怪盜麗喵（怪盗レーニャ）」（共12集），主角配音由田中本人擔任。
- 3月22日 - 在怪盗麗喵官方部落格（怪盗レーニャブログ）發表擔任東京電視網歌唱節目固定班底的消息，由4月4日開始，每週日（日本時間）17:30 - 18:00 播放。
- 4月10日 - Ameba官方部落格開設。

### 2011年
- 6月29日 - 在六本木的俳優座劇場初主演舞台劇「大正浪漫 ハイカラ探偵王 青いルビー殺人事件」。

### 2012年
- 1月11日 - 日本電視台連續電視劇「数学♥女子学園」中初次擔任主角。
- 5月9日 - 發行第八本個人寫真集『きら☆きら』。
- 6月5日 - 宣佈舉行『田中れいなとバンドやりたい女子メンバー大募集！』，尋找樂團成員[3]。
- 10月15日，與道重沙由美、譜久村聖、飯窪春菜、石田亞佑美舉辦「早安少女組。世界握手會～帶著滿心的感謝～」握手活動。地點為台灣、曼谷、韓國、巴黎[4]。
- 11月18日 - 於秋季演唱會唱公佈三名樂團成員，並決定於明年春季演唱會最終場上畢業[5]。

### 2013年
- 2月3日 - 發表樂團名稱『LoVendoЯ』[6]。
- 5月21日 - 春季演唱會最終場的日本武道館上，自早安少女組。及早安家族畢業。之後以樂團形式活動。
- 6月 - 加入『M-line club』[7]。

## 作品

### 楽曲
- キミイロTomorrow （作詞：田中れいな 作曲：SWEET DEVIL）[參考 1]
- LOVEエモーション
- LOVEハンター（作詞・作曲：田中れいな）[參考 2]
- 宝物（作詞：田中れいな 作曲：魚住有希）
- イツワリ（作詞：田中れいな 作曲：鈴木盛広）

## 演出

### 電視節目
- （　- 2007年4月1日、 東京電視台）
- （2007年4月8日 - 2008年9月28日、東京電視台）
- （2003年9月29日 - 12月26日、東京電視台）
- （2004年6月1日 - 4日 ・ 8月18日 - 26日、東京電視台）
- 娘DOKYU!（2005年4月4日- 東京電視台）
- （2005年8月26日、日本電視台）－ 與美勇傳的石川梨華一起出演。
- （2008年10月6日 - 2009年3月27日、東京電視台）
- 美女放談（2009年7月9日．16日、東京電視台）
- 美女學 （2010年4月 -、東京電視台）
- ハロプロ!TIME（2011年4月21日 - 2012年5月31日、テレビ東京）

固定節目
- （2010年4月4日 - 、東京電視台）

#### 電視劇
- （2010年2月19日、富士電視TWO（衛星放送））－第六話 『金錢的價值』以特別來賓身分登場。
- （2012年1月11日－、日本電視台放送網|日本電視台）町田ニーナ（主演）

### 動畫
- 奇幻魔法Melody IV（おねがい♪マイメロディ きららっ★-星月きらら） （2008年4月6日 - 2009年3月29日、大阪電視台．東京電視台）
- （2010年1月9日 - 、九州朝日放送）
- 尼尔：自动人形（四号） （2023年1月9日 - 、TOKYO MX．群马テレビ．とちぎテレビ．BS11．福冈放送．読売テレビ．中京テレビ．札幌テレビ．アニマックス）

### 電台節目
- （2005年4月18日-29日・5月16日-27日・2007年1月22日-2月2日・4月23日-5月4日）
- （2004年2月27日・3月5日・2005年12月16日・2006年6月9日・12月15日、2008年6月9日）
- （2005年6月26日）
- （2005年12月18日）
- （2006年6月11日）
- （2008年6月8日）
- FIVE STARS (2007年10月3日 - 2010年2月24日)、InterFM (負責每週的星期三)[8]
- れいなたいむ（2012年4月7日 - 2013年6月29日、RKBラジオ・KRYラジオ）

### 電影
- （2009年12月公開予定） - ー（声優、)

### 網際網路
- 飾 (2006年12月)

### 舞台．音樂劇
- HELP!!熱っちぃ地球を冷ますんだっ。（2004年5月29日～6月13日、中野サンプラザ） - 金井はるこ 役。
- リボンの騎士 ザ・ミュージカル（2006年8月1日～27日、新宿コマ劇場） - 淑女/タレント・スカウト リジィエ 役。
- おじぎ30度 オン・ステージ（2008年2月27日～3月2日、新宿シアターアプル） - 黒田れいな 役。
- シンデレラ the ミュージカル（2008年8月6日～25日、新宿コマ劇場） - 姉・ジョイ 役。
- おじぎでシェイプアップ!（2009年6月7日～14日、ル・テアトル銀座） - 黒田れいな 役。
- BS-TBS開局10周年企画『ファッショナブル』（2010年6月11日～27日、ル・テアトル銀座 / シアターBRAVA!） - 草壁ルイ 役。
- 劇団ゲキハロ第10回公演『大正浪漫ハイカラ探偵王青いルビー殺人事件』（2011年6月29日～7月3日、俳優座劇場） - 佐伯れいな 役。
- リボーン〜命のオーディション〜（2011年10月8日～17日、全労済ホールスペース・ゼロ） - べべ / 手塚治虫 役。
- ステーシーズ 少女再殺歌劇（2012年6月6日～12日、全労済ホールスペース・ゼロ） - 詠子 役。
- 『ふしぎ遊戯〜朱ノ章〜』（2016年4月8日~17日、あうるすぽっと（東池袋）) - 夕城美朱 役。
- 縁（えん）〜むかしなじみ〜（2016年9月11日 - 25日：日比谷シアタークリエ、9月29日 - 10月3日：サンケイホールブリーゼ、10月9日 - 11日：名古屋市公会堂、製作：東宝、主演：ふぉ〜ゆ〜）

### DVD
- (2003年7月16日、ZETIMA)
- （2007年2月14日、ZETIMA）
- Real Challenge!! (2008年10月29日、ZETIMA)
- 舞台 [DVD]（2009年9月2日、 ）

## 書籍

### 寫真集
|   | 名稱           | 發行日期       | 出版社   | ISBN                   | 攝影                | 備註                 |
| - | -------------- | -------------- | -------- | ---------------------- | ------------------- | -------------------- |
|   |                | 2003年7月15日  | 角川書店 | ISBN 4-0489-4251-4     | 上牧 佑             | 六期成員寫真集       |
| 1 |                | 2004年11月11日 |          | ISBN 4-8470-2834-1     | 吉村 春海           | -                    |
| 2 |                | 2005年10月14日 |          | ISBN 4-8470-2890-2     | 矢西 誠二           | -                    |
| 3 | 「少女R」      | 2006年5月9日   |          | ISBN 4-8470-2932-1     | 根本 好伸           | -                    |
| 4 | 「」           | 2007年2月1日   |          | ISBN 978-4-04-894483-0 | 若原 瑞昌           | -                    |
| 5 | 『GIRL』       | 2007年9月27日  |          | ISBN 978-4-8470-4041-2 | 尾形 正茂           | -                    |
| 6 |                | 2008年2月27日  |          | ISBN 978-4847040672    | 尾形 正茂           | 第一本個人寫真集全集 |
| 7 | 『Very Reina』 | 2008年10月24日 |          | ISBN 978-4847041297    | 根本 好伸 尾形 正成 | -                    |
| 8 | 『きら☆きら』  | 2012年5月9日   |          | ISBN 978-4048954488    | 細居幸次郎          | -                    |

### 雜誌
連載中
- （2006年6月14日 - 2013年)

## 所屬團體
- 早安少女組。(2003年～2013年)
- 早安少女組乙女組（2003年）
- 洗牌組合
- （2003年～2009年）
  - （2004年）
  - （2005年）
- （2006年）
- High-King（2008年～2011年）
- ハロー!プロジェクト モベキマス（2011年）
- LoVendoЯ（2013年～）

## 外部連結
- 田中れいなオフィシャルサイト （页面存档备份，存于）
- 田中れいなオフィシャルファンクラブページ （页面存档备份，存于） - M-line club
- 田中麗奈的Instagram帳戶
- 田中れいな♡シンバ🐱ジャック的Instagram帳戶
- 田中れいな 公式的X（前Twitter）
- 田中麗奈的Facebook專頁
- 田中れいな 公式的TikTok
- 田中れいなの「れーなの自由時間♡」的SHOWROOM專頁
- 田中れいな （页面存档备份，存于）（アーティスト・作品情報） - UP-FRONT WORKS
- YouTube上的LoVendoЯオフィシャルチャンネル頻道（単独ライブやSHOWROOMの映像を公開）
- Vo：田中れいな｜LoVendoЯオフィシャルブログ （页面存档备份，存于）（2013年3月16日 - 5月14日） - Ameba Blog